# Imanta
Imanta – jeden z mikrorejonów Rygi – stolicy Łotwy – położony w dystrykcie Kurzeme. Według danych na rok 2021 Imantę zamieszkiwały 43 332 osoby, a gęstość zaludnienia wyniosła 4814 os./km².

## Geografia
Całkowita powierzchnia Imanty wynosi 9 km², czyli prawie 2 razy więcej niż wynosi średnia powierzchnia wszystkich mikroregionów Rygi. Graniczy z mikroregionami Iļģuciems, Kleisti oraz Zaķusala.

## Galeria

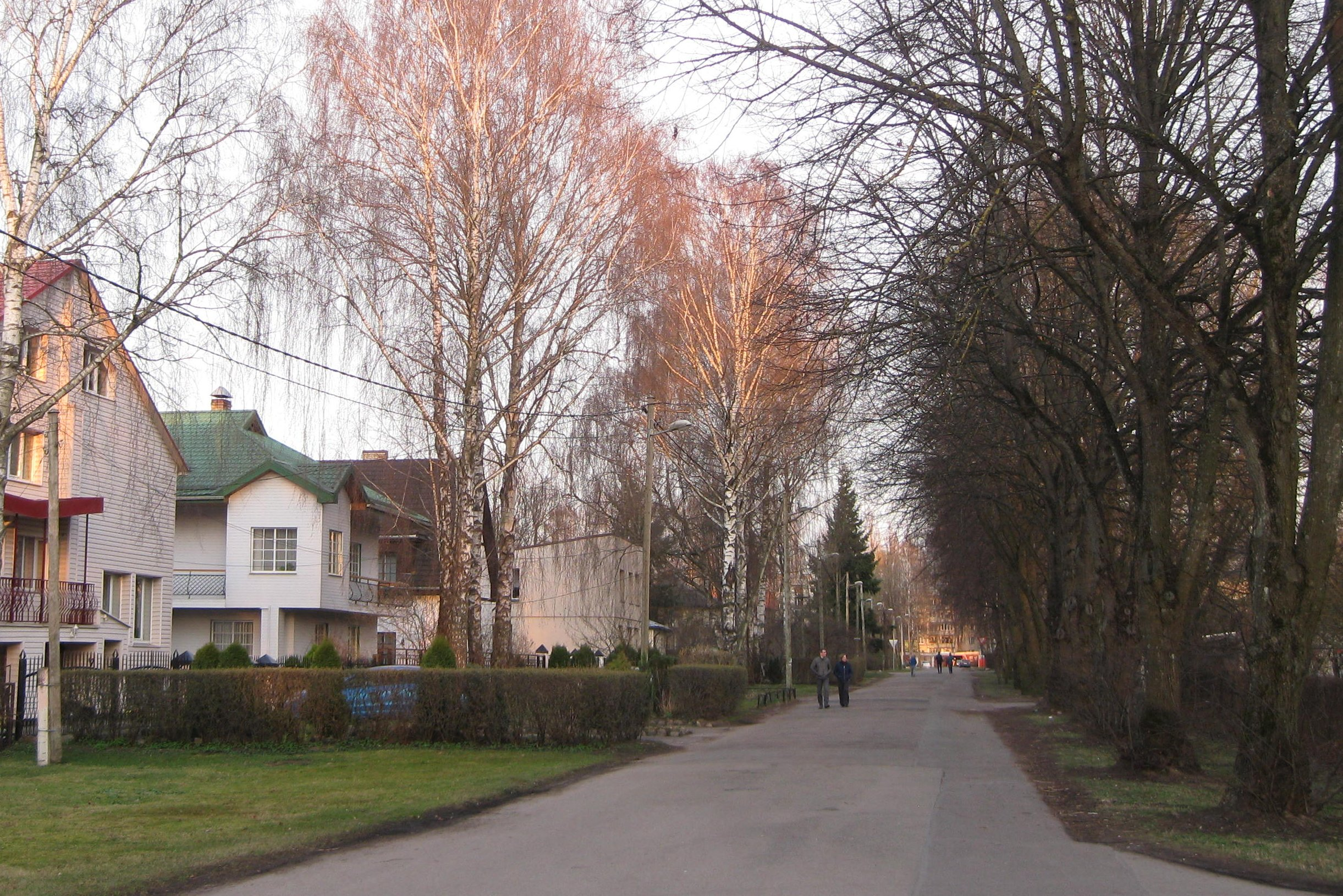
Ulica Vecumnieku w Imancie
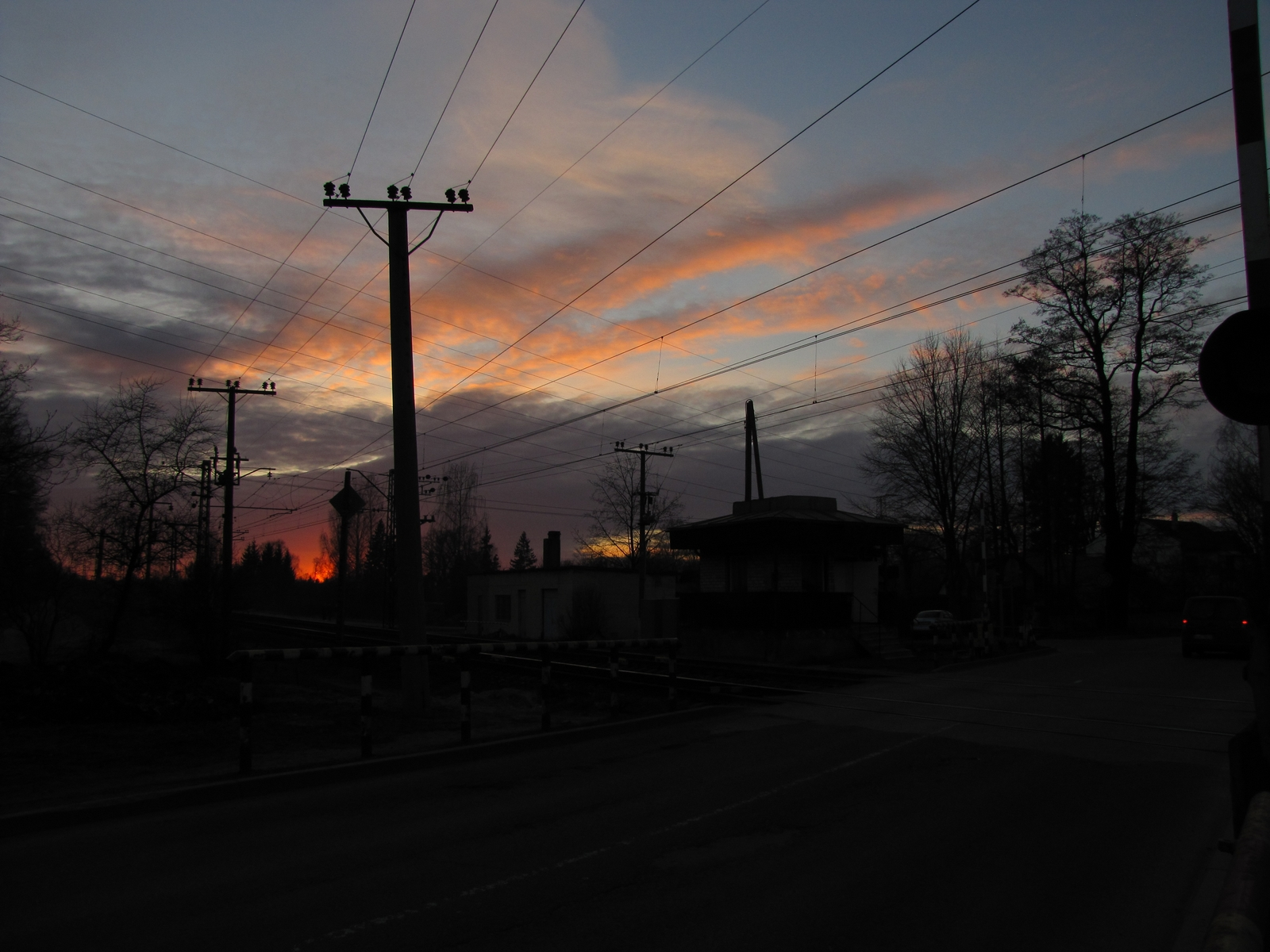
Zachód słońca w Imancie
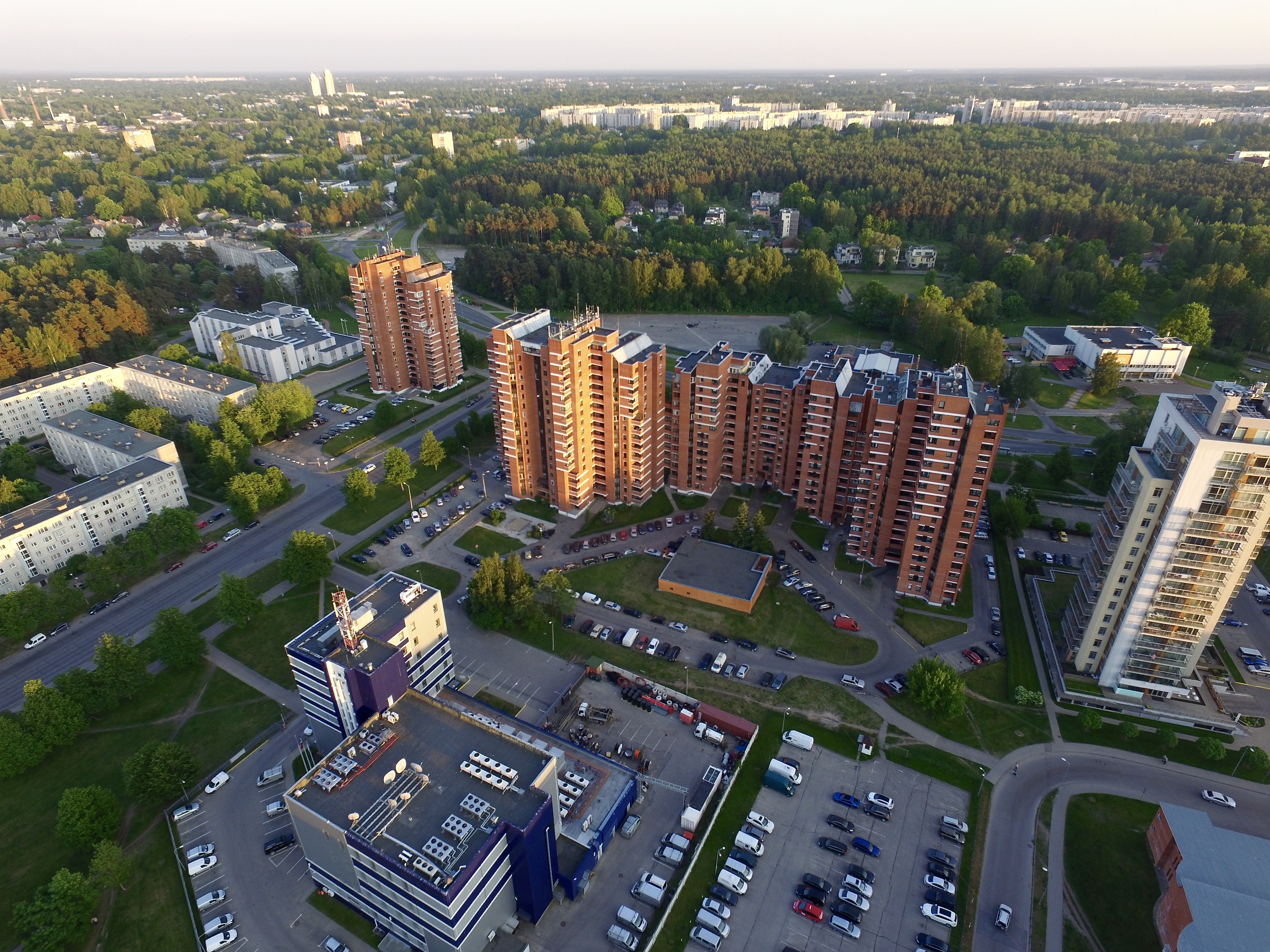
Panorama Imanty
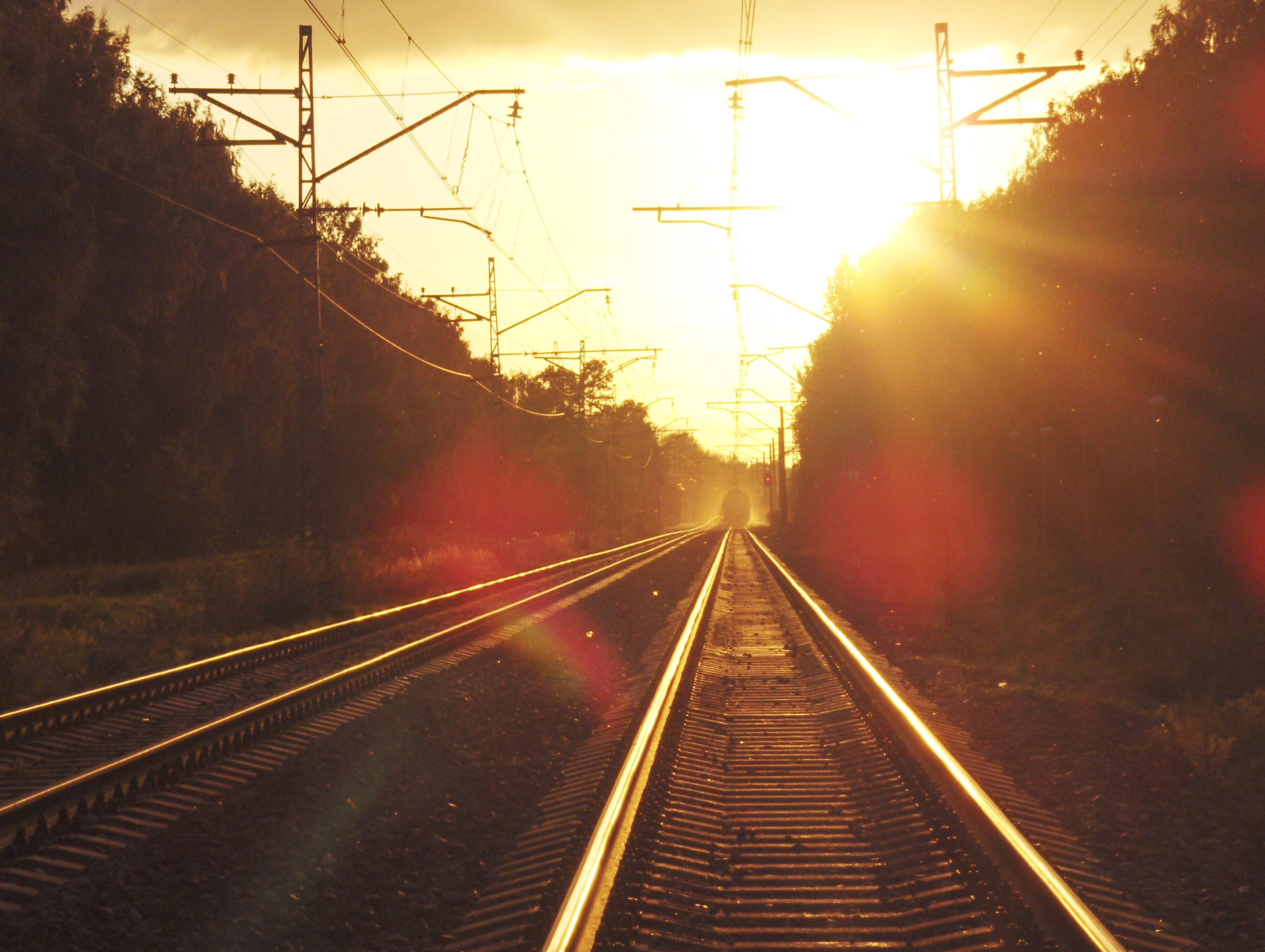
Tory kolejowe w Imancie
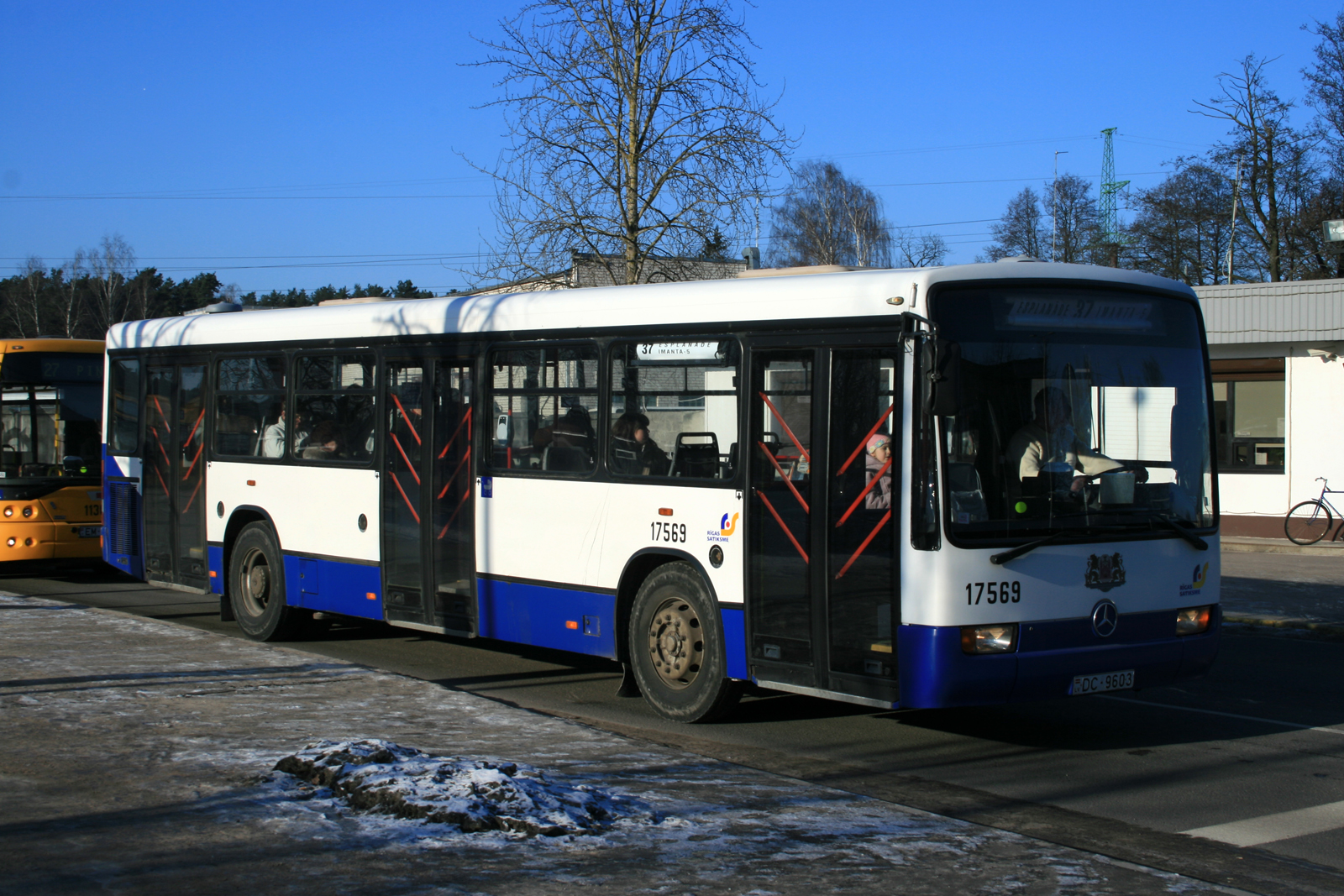
Autobus przejeżdżający przez Imantę